# Chamaeleo pfefferi
Chamaeleo pfefferi är en ödleart som beskrevs av  Gustav Tornier 1900. Chamaeleo pfefferi ingår i släktet Chamaeleo och familjen kameleonter. Inga underarter finns listade i Catalogue of Life.